# Лінійні кораблі типу «Кайзер»
Лінійні кораблі класу Kaiser (нім. Kaiser-Klasse) — третя серія 1911–1912 років з п'яти великих лінійних кораблів (нім. Großlinienschiffen) німецької Кайзерліхе Маріне SMS Kaiser, SMS Friedrich der Grosse, SMS Kaiserin, SMS Prinzregent Luitpold, SMS König Albert. У порівнянні з попередніми серіями чисельність башт зменшена до п'яти, але завдяки їхньому діагонально-лінійному розміщенню кількість гармат головного калібру для стрільби у всіх напрямках не зменшилась. Був посилений панцирний захист і вперше застосовано серед німецьких великих лінкорів парові турбіни замість морально застарілих парових машин. Лінкори даної серії брали участь у Першій світовій війні, пережили її і були самозатоплені екіпажами 21 червня 1919 біля Скапа-Флоу.

## Історія

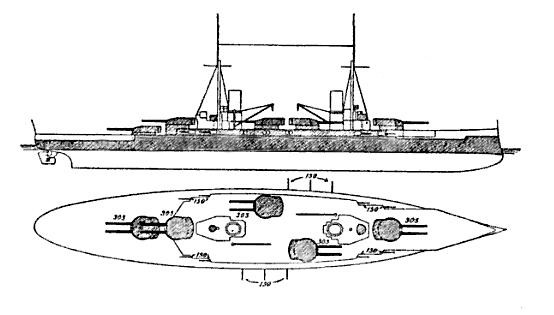
Схема розміщення гармат головного калібру лінкорів класу Kaiser

Лінійні кораблі SMS Friedrich der Große і SMS Prinzregent Luitpold відразу проектувались як флагмани флоту і відразу отримали спеціально пристосовані бойові рубки, ходові мостики.
SMS Prinzregent Luitpold повинен був отримати додатковий дизельний двигун з приводом на середній гребний гвинт потужністю 12.000 к.с., але його не вдалось довести до робочого стану і лінкор експлуатувався з приводом від парових турбін на два гвинти.

### Озброєння

Схема розміщення башт головного калібру

Головний калібр складався з 305-мм гармат типу 30.5cm SK L/50 C/08 з кутами вертикального наведення −8° — +13,5° (після Ютландської битви −5,5° — +16°). П'ять башт з ними отримали лінійно-діагональне розміщення, з дещо обмеженим кутом обстрілу бічних башт, при чому на кормі вперше у Кайзерліхе Маріне башти розмістили у двох рівнях одну над одною і після декількох змін конструкції відпало питання дії високого тиску і температури газів при пострілі з верхньої вежі на нижню. Набій вагою 405,5 кг з початковою швидкістю 855 м/сек досягав дальності 18.7 км (13,5°), 20,4 км (16°). Боєкомплект на 1 гармату становив 86 набоїв, швидкострільність до 3 пострілів на хвилину.
Середня артилерія з 14×150-мм гармат типу 15 cm/45 SK L/45 розміщувалась у казематах. Вертикальний кут обстрілу 45,3 кг набоїв з них становив −8° — +16°, дальність 13,5 км (з 1915 — 16,8 км).
Мінна артилерія складалась з 12×88-мм гармат типу 8.8 cm SK L/45. Їх замінили 4×88-мм зенітні гармати

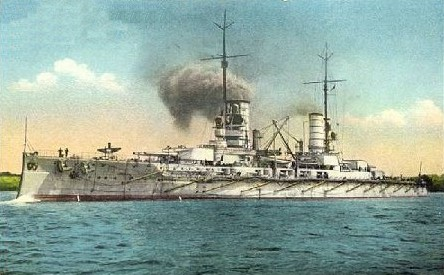
SMS Kaiserin. 1911-14

### Захист
Нове розміщення башт головного калібру дозволило посилити панцирний захист з Круппівської цементованої сталі, зокрема основного панцирного поясу вздовж цитаделі до 350 мм (180 мм спереду, 120 мм ззаду), що більше не повторялось у лінкорах Кайзерліхе Маріне. Бойова рубка отримала 400-мм вертикальний захист, 150 мм горизонтальний, а кормова рубка відповідно мала 200 мм і 50 мм. Для бічних протиторпедних перегородок, панцирної палуби використали дешевшу Круппівську нікелеву сталь. Башти головного калібру захищали 300 мм листи з боків і 220 мм згори. Середню артилерію захищали 170-мм стінки казематів, мінну артилерію 80 мм щити.

### Застосування

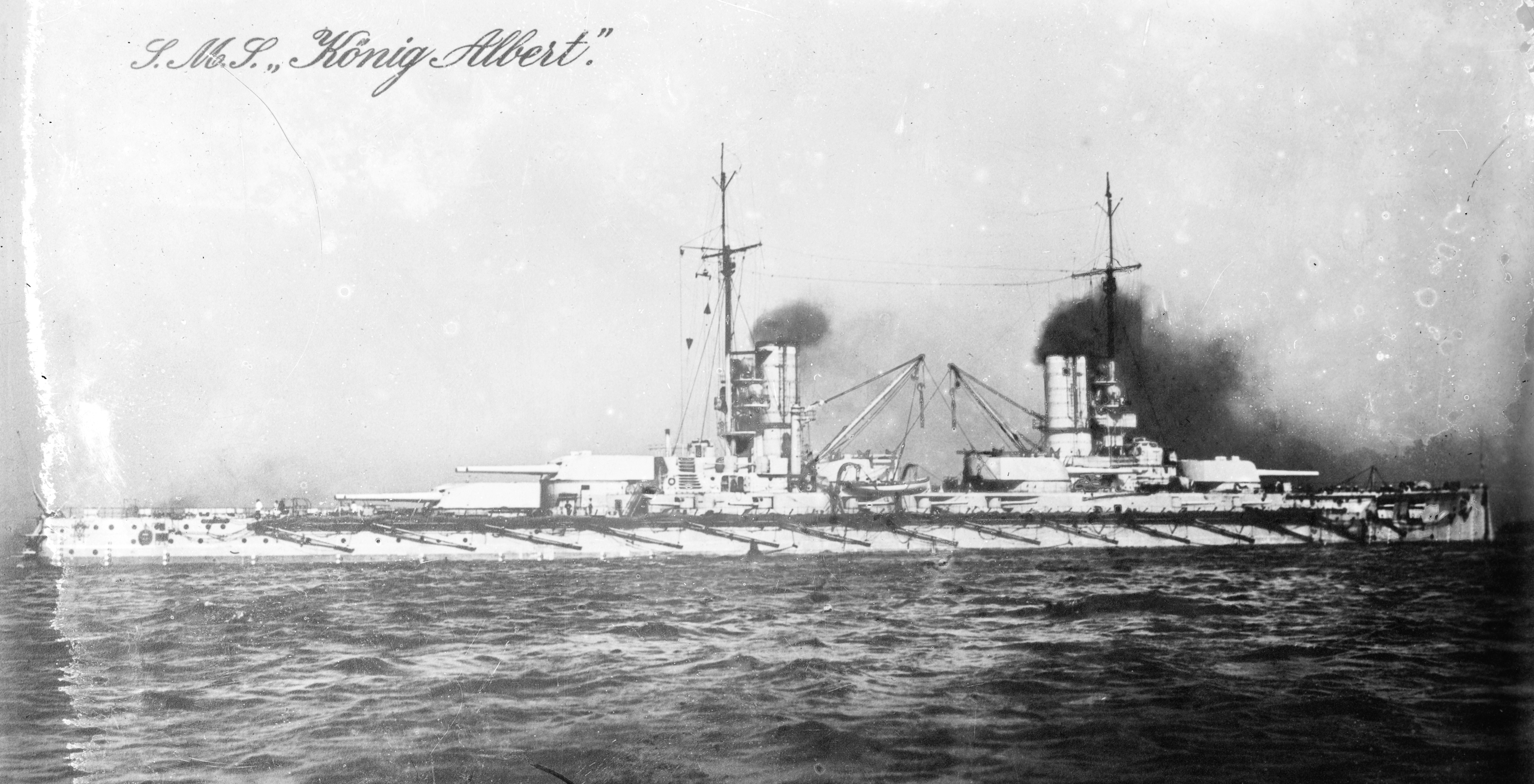
SMS König Albert. 1913-14

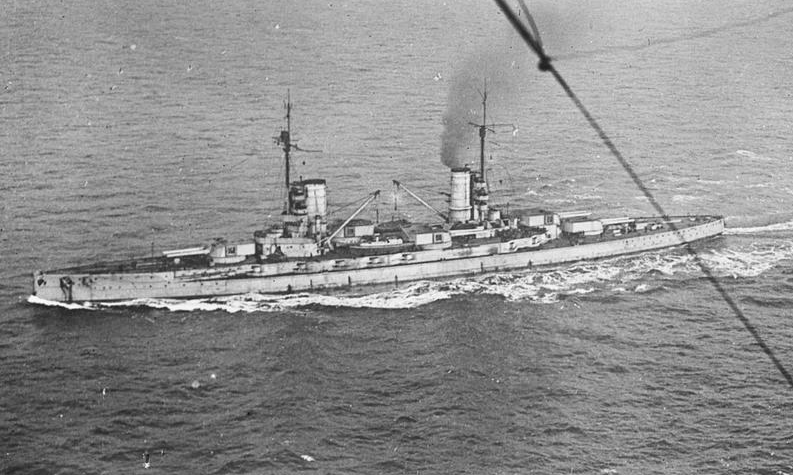
Лінкор класу Kaiser у Скапа-Флоу. 1918

SMS Kaiser і SMS König Albert 1913 відбули з візитом до колоній в Південно-Західній Африці, потім до Південної Америки. З початком світової війни лінкори прикривали лінійні крейсери в час обстрілу ними узбережжя Британії. У темряві лінкори класу Kaiser розійшлись у 10 милях з 6 британськими лінкорами, оскільки обидва угрупування були впевнені, що зустріли переважаючі сили ворога.
У Ютландській морській битві не брав участі взяли участь чотири лінкори, оскільки SMS König Albert на той час перебував у доках на ремонті. SMS Friedrich der Grosse був флагманом адмірала Шеєра VI дивізіону III бойової ескадри, куди входи ще SMS Kaiser, SMS Kaiserin, SMS Prinzregent Luitpold. VI дивізіон йшов в авангарді основних сил Флоту відкритого моря, а за ним йшли лінкори класу Helgoland, класу Nassau.
Близько 16:00 зіткнулись основні сили флотів. Після маневрів о 17:45 було дано наказ відкрити вогонь, але крейсери класу Kaiser знаходились поза зоною обстрілу і лише SMS Prinzregent Luitpold встиг зробити 8 залпів з відстані 20,4-19,9 км. О 19:00 лінкори класу Kaiser прийшли на допомогу пошкодженому крейсеру SMS Wiesbaden, якого атакували британські панцирні крейсери HMS Defence і HMS Warrior. З дистанції 8,0 км
лінкори відкрили вогонь і о 19:20 HMS Defence вибухнув, а HMS Warrior вдалось відійти під захист британських лінкорів, отримавши 15 попадань 280-мм набоїв і шість 150-мм (затонув 1 червня). Німецькі кораблі перенесли вогонь на британський лінкор HMS Warspite. Набій з SMS Kaiserпошкодив його стерно. HMS Warspite описав дві циркуляції до відновлення управління, отримавши 11 попадань 280-мм набоїв з SMS Friedrich der Grosse і 5 лінкорів інших класів протягом 20 хвилин, коли він вийшов з зони обстрілу і з бою. Через це німці вважали, що затопили його.

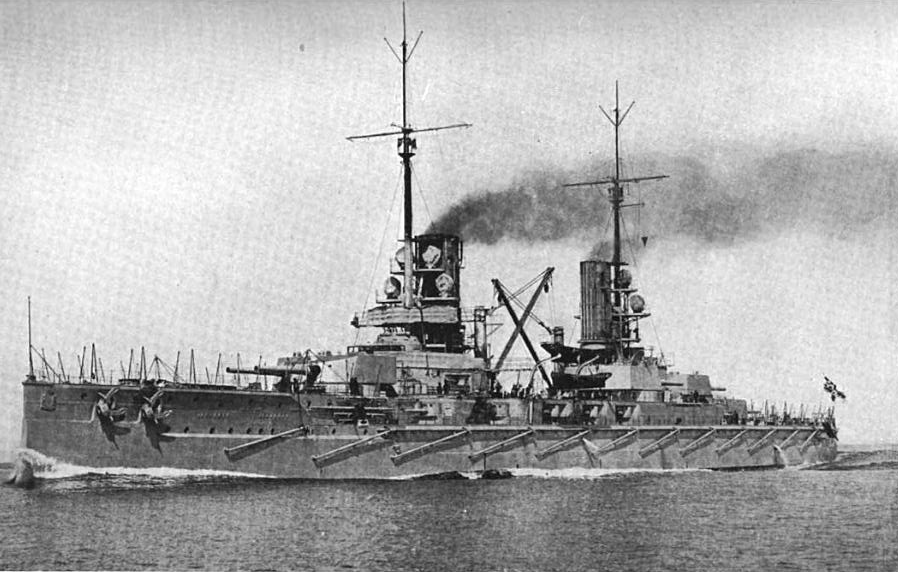
SMS Prinzregent Luitpold. 1913

Отримавши не надто значні пошкодження, після повернення до Вільгельмсгафен лінкори класу Kaiser стали на якір за межами зовнішнього рейду, де поповнювали запаси амуніції і палива. На SMS Kaiser не було жодного вбитого чи пораненого.
Під час битви лінкори витратили набої головного калібру і середнього:
- SMS Kaiser 224 і 41
- SMS Kaiserin 160 і 135
- SMS Prinzregent Luitpold 169 і 106
- SMS Friedrich der Grosse 72 і 151

У вересні 1917 проводилась операція «Альбіон» по захопленні островів Моонзундського архіпелагу, у якій лінкори класу Kaiser перебували у складі IV ескадри. 12 жовтня лінкори розпочали обстріл берегових батарей на півострові Церель острова Сааремаа. 14 жовтня тральщики очищували від мін протоку під прикриттям 305-мм гармат SMS Kaiser, який затопив есмінець «Гром». 17 жовтня у протоці Моозунд SMS König Albert потопив броненосець «Слава».

## Завершення війни
Після завершення війни кораблі були інтерновані у Скапа-Флоу (листопад 1918) і самозатоплені екіпажами 21 червня 1919.
- SMS Friedrich der Grosse затонув о 12:16, був піднятий 29 квітня 1937. Його ринду повернули до Німеччини 1965 і зберігається у штаб-квартирі у Гамбургу
- SMS König Albert затонув о 12:54, був піднятий 31 липня 1935 і порізаний на брухт 1936
- SMS Kaiser затонув о 13:25, був піднятий 20 березня 1929 і порізаний на брухт 1930
- SMS Prinzregent Luitpold затонув о 13:30, був піднятий 9 липня 1931
- SMS Kaiserin затонув о 14:00, був піднятий 14 травня 1936 і того ж року порізаний на металобрухт.